# The Water Margin
「The Water Margin」（ザ・ウォーター・マージン）は、日本のロックバンド・ゴダイゴのイギリス、西ドイツ、スペイン版1作目のシングル及びイギリス、西ドイツ、スペイン、フランス、ポルトガル版1作目のオリジナルアルバム。

## シングル

### 収録曲
1. 夜明けを呼ぶもの
作詞：水木かおる
作曲：佐藤勝
編曲：馬飼野康二
西ドイツ版はこの楽曲がB面となっている。
2. 水滸伝のテーマ [4:08]
作詞：水木かおる、奈良橋陽子
作曲：佐藤勝
編曲：ミッキー吉野
西ドイツ版とスペイン版はこの楽曲がA面となっている。
3. 男たちの凱歌 [3:41]
作詞：奈良橋陽子
作曲：タケカワユキヒデ
編曲：ミッキー吉野
スペイン版のみ収録されている。

## アルバム

### 収録曲
| 全作詞: 奈良橋陽子、全作曲: タケカワユキヒデ。 |                                    |            |                  |                            |      |
| #                                              | タイトル                           | 作詞       | 作曲・編曲       | 編曲                       | 時間 |
| 1.                                             | 「IF YOU ARE PASSING BY THAT WAY」 | 奈良橋陽子 | タケカワユキヒデ | ミッキー吉野               | 4:49 |
| 2.                                             | 「YELLOW CENTER LINE」             | 奈良橋陽子 | タケカワユキヒデ | ミッキー吉野               | 3:56 |
| 3.                                             | 「MAGIC PAINTING」                 | 奈良橋陽子 | タケカワユキヒデ | ミッキー吉野               | 3:20 |
| 4.                                             | 「IT'S GOOD TO BE HOME AGAIN」     | 奈良橋陽子 | タケカワユキヒデ | タケカワユキヒデ、石川鷹彦 | 4:17 |
| 5.                                             | 「THE WATER MARGIN」               | 奈良橋陽子 | タケカワユキヒデ | ミッキー吉野               | 4:08 |
| 合計時間:                                      | 合計時間:                          | 合計時間:  | 20:30            |                            |      |

| 全作詞: 奈良橋陽子、全作曲: タケカワユキヒデ、全編曲: ミッキー吉野。 |                    |            |                  |
| #                                                                    | タイトル           | 作詞       | 作曲・編曲       |
| 6.                                                                   | 「CREATION」       | 奈良橋陽子 | タケカワユキヒデ |
| 7.                                                                   | 「QUEEN'S SONG」   | 奈良橋陽子 | タケカワユキヒデ |
| 8.                                                                   | 「LOVER'S LAMENT」 | 奈良橋陽子 | タケカワユキヒデ |
| 9.                                                                   | 「MOTHER & SON」   | 奈良橋陽子 | タケカワユキヒデ |
| 10.                                                                  | 「THE HUDDLE」     | 奈良橋陽子 | タケカワユキヒデ |
| 11.                                                                  | 「BUDDHA'S SONG」  | 奈良橋陽子 | タケカワユキヒデ |
| 合計時間:                                                            | 合計時間:          | 23:11      |                  |